# Pterigión
El pterigión o terigión (en inglés pterygium) consiste en un crecimiento anormal por inflamación de tejido de la conjuntiva (tejido fino y transparente que cubre la superficie externa del ojo), que tiende a dirigirse desde la parte blanca del ojo hacia el tejido de la córnea (superficie anterior y transparente del ojo). Este tejido anómalo se inflama por falta de lubricación (falta de lágrimas),  por la exposición solar, el viento u otros agentes irritantes. Quien lo padece tiene la sensación de tener un cuerpo extraño en el ojo, y este tiene una apariencia congestiva (ojo rojo).

## Causas
Se desconoce la causa exacta del pterigión. Los factores más comunes que contribuyen al pterigión incluyen:
- Exposición excesiva a la luz solar.
- Edades en aumento.
- Trabajar en exteriores.
- Exposición excesiva a condiciones ambientales ásperas como el polvo, la suciedad, el calor, el aire, la sequedad y el humo.
- Exposición excesiva a alérgenos como los solventes y químicos industriales.
- Fases de estrés extremo.
- Interrupción de sueño  por periodos prolongados de tiempo.

En teoría, la razón para que crezca un nuevo tejido conjuntivo en dirección a la córnea, es que los factores anteriormente mencionados tienden a evitar un correcto lubricado del ojo por parte de la película lagrimal, lo cual ocasiona sequedad y posteriormente irritación en esa zona, como resultado nace nuevo tejido conjuntivo que se superpone al irritado ocasionando el pterigión. El problema es que la elevación impide nuevamente el correcto accionar de la lágrima, haciendo el pterigión mayor.

## Prevención
La manera más fácil de prevenir el pterigión es con la protección solar que brindan las gafas con filtro ultravioleta, junto con el uso de gorra o sombrero desde la niñez. En un medio ecuatorial la intensidad de la radiación solar es más intensa entre las 10:00 y las 15:00. Por eso se recomienda en lo posible protegerse del sol entre esas horas. El uso de lubricantes oculares en gotas o gel para personas expuestas a temperaturas o ambientes irritantes también es recomendado.

## Tratamiento
No existe tratamiento médico, local o general, que haga desaparecer dicho tejido; sin embargo el uso de lubricantes oculares y algunas gotas con corticoides ayudan a disminuir la sensación de cuerpo extraño del paciente y en cierta forma evitar que el pterigión aumente de tamaño. Cuando el pterigión produce molestias al paciente o aumenta de tamaño de manera hasta ocupar la zona pupilar, impidiendo la visión, es necesario recurrir a la cirugía.
Se utiliza anestesia local. El ojo es abierto con un separador. Se coloca bajo un microscopio y se le pide que dirija la visión hacia un punto determinado. Se le protegerá con un campo estéril, pero podrá respirar y hablar normalmente. El autoinjerto significa que una pequeña porción de su conjutiva será colocada en el sitio en donde se realiza la escisión del pterigión. Se colocarán suturas absorbibles o se retiraran las mismas al cabo de dos semanas.
Después de la cirugía se le colocará un parche, que a los pocos días se le quitará. El ojo estará rojo, tardará unas pocas semanas en recobrarse. Deberá consumir los medicamentos prescritos y utilizar gafas oscuras durante un tiempo.

### Complicaciones
Como toda cirugía no está libre de complicaciones, tales como infección (0,5 %) de gravedad variable, pudiendo ocasionar la pérdida de la visión y la atrofia del ojo, pérdida de transparencia de la zona intervenida, adelgazamiento de la córnea, ulceración o perforación, granuloma a cuerpo extraño, cicatriz conjuntiva hipertrófica, recidiva precoz y otras complicaciones tardías como hipotonía, herida filtrante, inflamación intensa, infecciones intraoculares, cataratas, queratopatía bullosa, etc.

## Otros datos
Existe la posibilidad de recidivar (reaparecer) en un porcentaje aproximado de 30 %, pudiendo hacerlo con mayor agresividad si la operación no es bien realizada. Cuando el pterigión no invade el eje visual, las posibilidades quirúrgicas de éxito inmediato son muy elevadas (superiores al 90 %).